# Cristian Roldan
Cristian Roldan (Artesia, 3 juni 1995) is een Amerikaans voetballer die doorgaans speelt als middenvelder. In april 2015 maakte hij zijn professionele debuut voor Seattle Sounders. Roldan maakte in 2017 zijn debuut in het voetbalelftal van de Verenigde Staten.

## Clubcarrière
Roldan speelde voor de Washington Huskies, toen hij in januari 2015 gescout werd door Seattle Sounders, dat hem uitkoos in de SuperDraft van dat jaar. Zijn professioneel debuut maakte de middenvelder toen op 19 april 2015 met 1–3 gewonnen werd op bezoek bij Colorado Rapids. Lamar Neagle maakte twee doelpunten en ook Obafemi Martins kwam tot scoren. De tegentreffer kwam van de voet van Gabriel Torres. Roldan begon aan het duel als wisselspeler en hij viel negen minuten voor tijd in voor Marco Pappa. Roldan maakte zijn eerste competitiedoelpunt op 14 juli 2016, in een thuiswedstrijd tegen FC Dallas. Tijdens dit duel begon hij in de basis en hij speelde het gehele duel mee. Clint Dempsey, Andreas Ivanschitz, Jordan Morris en Joevin Jones hadden al gescoord toen Roldan er zeventien minuten voor tijd 5–0 van maakte en daarmee ook tekende voor de eindstand. In november 2018 werd de aflopende verbintenis van Roldan met één jaar verlengd. In januari 2023 werd zijn contract opengebroken en verlengd tot eind 2027.

## Clubstatistieken
| Seizoen | Club             | Competitie          | Competitie | Competitie | Beker | Beker | Internationaal | Internationaal | Totaal | Totaal |
| Seizoen | Club             | Competitie          | Wed.       | Dlp.       | Wed.  | Dlp.  | Wed.           | Dlp.           | Wed.   | Dlp.   |
| ------- | ---------------- | ------------------- | ---------- | ---------- | ----- | ----- | -------------- | -------------- | ------ | ------ |
| 2015    | Seattle Sounders | Major League Soccer | 25         | 0          | 1     | 0     | 4              | 0              | 30     | 0      |
| 2016    | Seattle Sounders | Major League Soccer | 39         | 4          | 3     | 1     | 2              | 0              | 44     | 5      |
| 2017    | Seattle Sounders | Major League Soccer | 38         | 6          | 0     | 0     | —              | —              | 38     | 6      |
| 2018    | Seattle Sounders | Major League Soccer | 35         | 4          | 0     | 0     | 4              | 0              | 39     | 4      |
| 2019    | Seattle Sounders | Major League Soccer | 33         | 6          | 0     | 0     | —              | —              | 33     | 6      |
| 2020    | Seattle Sounders | Major League Soccer | 27         | 2          | 0     | 0     | 2              | 1              | 29     | 3      |
| 2021    | Seattle Sounders | Major League Soccer | 29         | 6          | 0     | 0     | 3              | 1              | 32     | 7      |
| 2022    | Seattle Sounders | Major League Soccer | 26         | 4          | 0     | 0     | 8              | 1              | 34     | 5      |
| 2023    | Seattle Sounders | Major League Soccer | 20         | 3          | 0     | 0     | 2              | 0              | 22     | 3      |
| 2024    | Seattle Sounders | Major League Soccer | 37         | 2          | 3     | 0     | 5              | 0              | 45     | 2      |
| 2025    | Seattle Sounders | Major League Soccer | 8          | 1          | 0     | 0     | 3              | 0              | 11     | 1      |
| Totaal  | Totaal           | Totaal              | 317        | 38         | 7     | 1     | 33             | 3              | 357    | 42     |

Bijgewerkt op 18 april 2025.

## Interlandcarrière
Roldan werd in de zomer van 2017 opgenomen in de selectie van het voetbalelftal van de Verenigde Staten voor de CONCACAF Gold Cup. In de groepsfase maakte hij tegen Martinique zijn debuut. Hij mocht van bondscoach Bruce Arena in de basis beginnen en hij speelde het gehele duel mee. Omar Gonzalez en Jordan Morris (tweemaal) scoorden voor de VS en tegengoals kwamen van Kévin Parsemain, die eveneens tweemaal doel trof. Hierdoor kwam een eindstand van 3–2 op het scoreformulier. Na de groepsfase werd Roldan, net als Brad Guzan, Sean Johnson, Alejandro Bedoya, Dom Dwyer en Kelyn Rowe, vervangen in de selectie. Voor hen kwamen Tim Howard, Jesse González, Michael Bradley, Darlington Nagbe, Jozy Altidore en Clint Dempsey in de selectie terecht. Op het eindtoernooi waren ook zijn toenmalige teamgenoten Jordy Delem (Martinique), Jordan Morris, Clint Dempsey (beiden eveneens Verenigde Staten) en Oniel Fisher (Jamaica) actief. Uiteindelijk wonnen de VS het toernooi door Jamaica in de finale met 2–1 te verslaan.
In november 2022 werd Roldan door bondscoach Gregg Berhalter opgenomen in de selectie van de Verenigde Staten voor het WK 2022. Tijdens dit WK werden de Verenigde Staten door Nederland uitgeschakeld in de achtste finales nadat in de groepsfase gelijkgespeeld was tegen Wales en Engeland en gewonnen van Iran. Roldan kwam niet in actie. Zijn toenmalige clubgenoten Xavier Arraega (Ecuador), Jordan Morris (eveneens Verenigde Staten) en Nouhou Tolo (Kameroen) waren ook actief op het toernooi.
| Interlands van Cristian Roldan voor Verenigde Staten | Interlands van Cristian Roldan voor Verenigde Staten | Interlands van Cristian Roldan voor Verenigde Staten | Interlands van Cristian Roldan voor Verenigde Staten | Interlands van Cristian Roldan voor Verenigde Staten | Interlands van Cristian Roldan voor Verenigde Staten | Interlands van Cristian Roldan voor Verenigde Staten |
| №                                                    | Datum                                                | Wedstrijd                                            | Uitslag                                              | Competitie                                           | Goals                                                |                                                      |
| Als speler bij Seattle Sounders                      | Als speler bij Seattle Sounders                      | Als speler bij Seattle Sounders                      | Als speler bij Seattle Sounders                      | Als speler bij Seattle Sounders                      | Als speler bij Seattle Sounders                      | Als speler bij Seattle Sounders                      |
| ---------------------------------------------------- | ---------------------------------------------------- | ---------------------------------------------------- | ---------------------------------------------------- | ---------------------------------------------------- | ---------------------------------------------------- | ---------------------------------------------------- |
| 1                                                    | 12 juli 2017                                         | Verenigde Staten – Martinique                        | 3 – 2                                                | Gold Cup 2017                                        |                                                      |                                                      |
| 2                                                    | 28 januari 2018                                      | Verenigde Staten – Bosnië en Herzegovina             | 0 – 0                                                | Vriendschappelijk                                    |                                                      |                                                      |
| 3                                                    | 27 maart 2018                                        | Verenigde Staten – Paraguay                          | 1 – 0                                                | Vriendschappelijk                                    |                                                      |                                                      |
| 4                                                    | 7 september 2018                                     | Verenigde Staten – Brazilië                          | 0 – 2                                                | Vriendschappelijk                                    |                                                      |                                                      |
| 5                                                    | 11 september 2018                                    | Verenigde Staten – Mexico                            | 1 – 0                                                | Vriendschappelijk                                    |                                                      |                                                      |
| 6                                                    | 28 januari 2019                                      | Verenigde Staten – Panama                            | 3 – 0                                                | Vriendschappelijk                                    |                                                      |                                                      |
| 7                                                    | 2 februari 2019                                      | Verenigde Staten – Costa Rica                        | 2 – 0                                                | Vriendschappelijk                                    |                                                      |                                                      |
| 8                                                    | 21 maart 2019                                        | Verenigde Staten – Ecuador                           | 1 – 0                                                | Vriendschappelijk                                    |                                                      |                                                      |
| 9                                                    | 26 maart 2019                                        | Verenigde Staten – Chili                             | 1 – 1                                                | Vriendschappelijk                                    |                                                      |                                                      |
| 10                                                   | 5 juni 2019                                          | Verenigde Staten – Jamaica                           | 0 – 1                                                | Vriendschappelijk                                    |                                                      |                                                      |
| 11                                                   | 9 juni 2019                                          | Verenigde Staten – Venezuela                         | 0 – 3                                                | Vriendschappelijk                                    |                                                      |                                                      |
| 12                                                   | 18 juni 2019                                         | Verenigde Staten – Guyana                            | 4 – 0                                                | Gold Cup 2019                                        |                                                      |                                                      |
| 13                                                   | 26 juni 2019                                         | Verenigde Staten – Panama                            | 1 – 0                                                | Gold Cup 2019                                        |                                                      |                                                      |
| 14                                                   | 3 juli 2019                                          | Verenigde Staten – Jamaica                           | 3 – 1                                                | Gold Cup 2019                                        |                                                      |                                                      |
| 15                                                   | 7 juli 2019                                          | Verenigde Staten – Mexico                            | 0 – 1                                                | Gold Cup 2019                                        |                                                      |                                                      |
| 16                                                   | 10 september 2019                                    | Verenigde Staten – Uruguay                           | 1 – 1                                                | Vriendschappelijk                                    |                                                      |                                                      |
| 17                                                   | 11 oktober 2019                                      | Verenigde Staten – Cuba                              | 7 – 0                                                | Nations League 2019/20                               |                                                      |                                                      |
| 18                                                   | 15 oktober 2019                                      | Canada – Verenigde Staten                            | 2 – 0                                                | Nations League 2019/20                               |                                                      |                                                      |
| 19                                                   | 19 november 2019                                     | Cuba – Verenigde Staten                              | 0 – 4                                                | Nations League 2019/20                               |                                                      |                                                      |
| 20                                                   | 31 januari 2021                                      | Verenigde Staten – Trinidad en Tobago                | 7 – 0                                                | Vriendschappelijk                                    |                                                      |                                                      |
| 21                                                   | 15 juli 2021                                         | Verenigde Staten – Martinique                        | 6 – 1                                                | Gold Cup 2021                                        |                                                      |                                                      |
| 22                                                   | 18 juli 2021                                         | Verenigde Staten – Canada                            | 1 – 0                                                | Gold Cup 2021                                        |                                                      |                                                      |
| 23                                                   | 25 juli 2021                                         | Verenigde Staten – Jamaica                           | 1 – 0                                                | Gold Cup 2021                                        |                                                      |                                                      |
| 24                                                   | 29 juli 2021                                         | Verenigde Staten – Qatar                             | 1 – 0                                                | Gold Cup 2021                                        |                                                      |                                                      |
| 25                                                   | 1 augustus 2021                                      | Verenigde Staten – Mexico                            | 1 – 0 n.v.                                           | Gold Cup 2021                                        |                                                      |                                                      |
| 26                                                   | 2 september 2021                                     | El Salvador – Verenigde Staten                       | 0 – 0                                                | WK 2022 kwalificatie                                 |                                                      |                                                      |
| 27                                                   | 5 september 2021                                     | Verenigde Staten – Canada                            | 1 – 1                                                | WK 2022 kwalificatie                                 |                                                      |                                                      |
| 28                                                   | 8 september 2021                                     | Honduras – Verenigde Staten                          | 1 – 4                                                | WK 2022 kwalificatie                                 |                                                      |                                                      |
| 29                                                   | 10 oktober 2021                                      | Panama – Verenigde Staten                            | 1 – 0                                                | WK 2022 kwalificatie                                 |                                                      |                                                      |
| 30                                                   | 18 december 2021                                     | Verenigde Staten – Bosnië en Herzegovina             | 1 – 0                                                | Vriendschappelijk                                    |                                                      |                                                      |
| 31                                                   | 2 februari 2022                                      | Verenigde Staten – Honduras                          | 3 – 0                                                | WK 2022 kwalificatie                                 |                                                      |                                                      |
| 32                                                   | 10 juni 2022                                         | Verenigde Staten – Grenada                           | 5 – 0                                                | Nations League 2022/23                               |                                                      |                                                      |
| 33                                                   | 24 juni 2023                                         | Verenigde Staten – Jamaica                           | 1 – 1                                                | Gold Cup 2023                                        |                                                      |                                                      |
| 34                                                   | 28 juni 2023                                         | Verenigde Staten – Saint Kitts en Nevis              | 6 – 0                                                | Gold Cup 2023                                        |                                                      |                                                      |
| 35                                                   | 2 juli 2023                                          | Verenigde Staten – Trinidad en Tobago                | 6 – 0                                                | Gold Cup 2023                                        |                                                      |                                                      |
| 36                                                   | 9 juli 2023                                          | Verenigde Staten – Canada                            | 2 – 2 (3 – 2 n.s.)                                   | Gold Cup 2023                                        |                                                      |                                                      |
| 37                                                   | 12 juli 2023                                         | Verenigde Staten – Panama                            | 1 – 1 (4 – 5 n.s.)                                   | Gold Cup 2023                                        |                                                      |                                                      |

Bijgewerkt op 18 april 2025.

## Erelijst
| Competitie                |                  |                  |                  |                  |
| Competitie                | Aantal           | Jaren            |                  |                  |
| Seattle Sounders          | Seattle Sounders | Seattle Sounders | Seattle Sounders | Seattle Sounders |
| ------------------------- | ---------------- | ---------------- | ---------------- | ---------------- |
| Major League Soccer       | 2                | 2016, 2019       |                  |                  |
| CONCACAF Champions League | 1                | 2022             |                  |                  |
| Verenigde Staten          |                  |                  |                  |                  |
| CONCACAF Gold Cup         | 2                | 2017, 2021       |                  |                  |
| CONCACAF Nations League   | 1                | 2019/20          |                  |                  |